# Fàbrica Armengol-Capdevila
|  | No s'ha de confondre amb Vapor Capdevila i Mata. |

La fàbrica Armengol-Capdevila era un edifici situat als carrers de la Riereta, 10 i de l'Aurora, 13 del Raval de Barcelona, avui desaparegut.

## Història
El 1839, el fabricant de teixits de cotó Miquel Capdevila i Grasses va adquirir en emfiteusi al jove veler (teixidor de seda) Pere Santos i Jonullà un terreny de 48.196 pams quadrats al carrer de la Riereta, afectat per l'obertura del carrer de l'Aurora. L'agost del 1840, va demanar permís per a fer els fonaments a la part meridional del terreny, i el novembre del mateix any va presentar el projecte d'una casa-fàbrica, signat pel mestre d'obres Josep Valls i Galí. Tanmateix, aquest va renunciar a la direcció de les obres el febrer de l'any següent, essent substituït per l'arquitecte Joan Vilà i Geliu, que va comptar amb la col·laboració dels paletes Miquel Rosés i Josep Oller, el fuster Josep Sagarra, el vidrier Josep Camaló i el pintor Manuel Puig, el manyà Joaquim Puigdollers i el fonedor Valentí Esparó, que va subministrar 29 columnes de ferro colat.
El 1841, Capdevila va establir en emfiteusi 6.607 pams quadrats de la seva finca al fuster Rafael Serra i March (Aurora, 15 i 17). El 1842, la fàbrica va ser llogada pel fabricant Jaume Armengol i Clapés sota la raó social Jaume Armengol i Cia, que hi va fer instal·lar una màquina de vapor de 16 CV, procedent de la casa Hall, Powell & Scott de Roan: «Los señores John Hall Powell y Scott de Rouen (Francia) constructores de maquinas de vapor, segun el sistema de Woolf, tienen la satisfaccion de poner en conocimiento de los señores fabricantes, […] la maquina de vapor que salida de sus talleres, está ya hace mas de dos meses trabajando en la fábrica de los señores Jaime Armengol y compañía en la calle de la Riereta de esta ciudad, cuya maquina de fuerza de 16 caballos llega á dar una fuerza de 20 caballos, y en 14 y media horas de trabajo gasta solo 10 y un cuarto quintales de carbon, [...]»

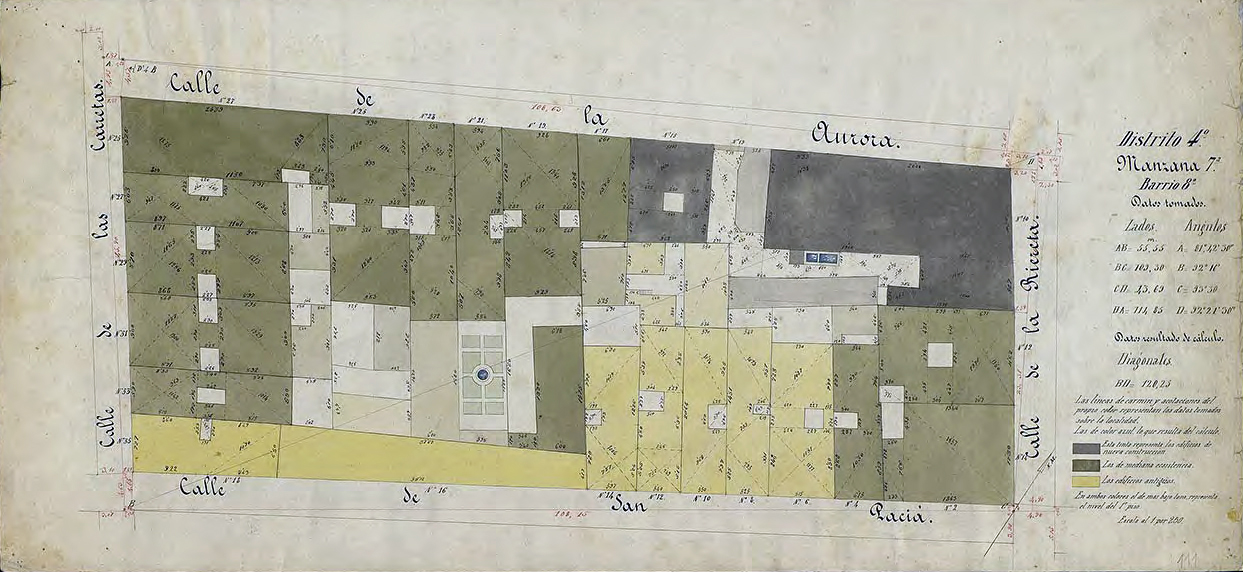
Quarteró núm. 111 de Garriga i Roca (c. 1860)

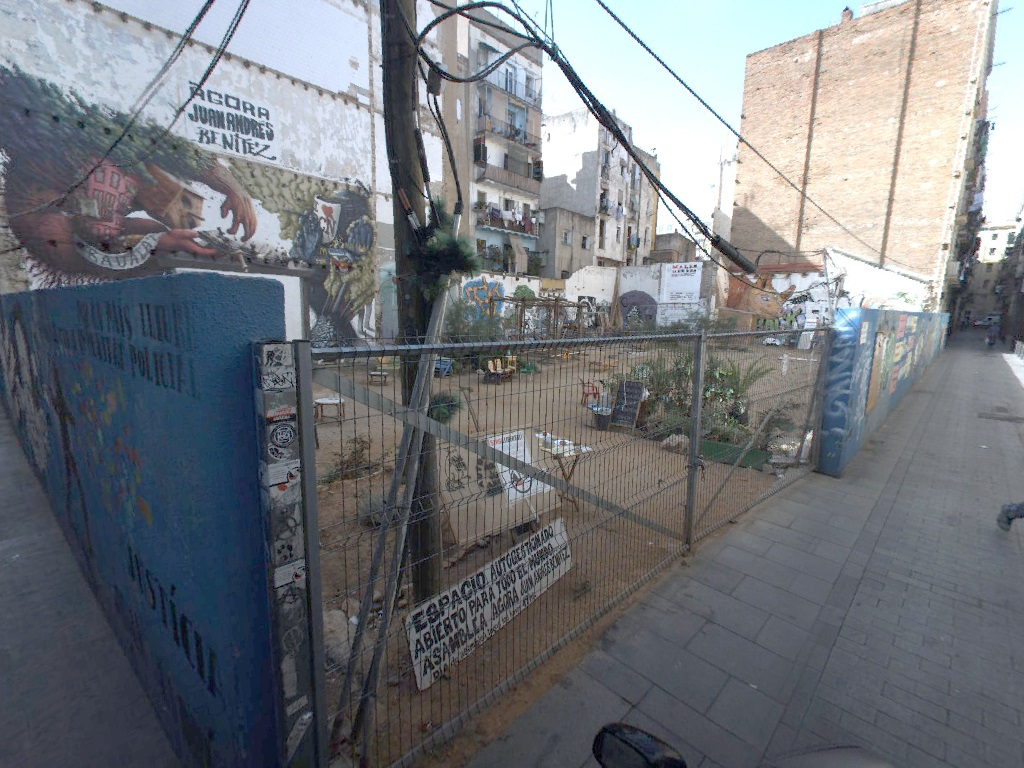
Àgora Juan Andrés Benítez (2015)

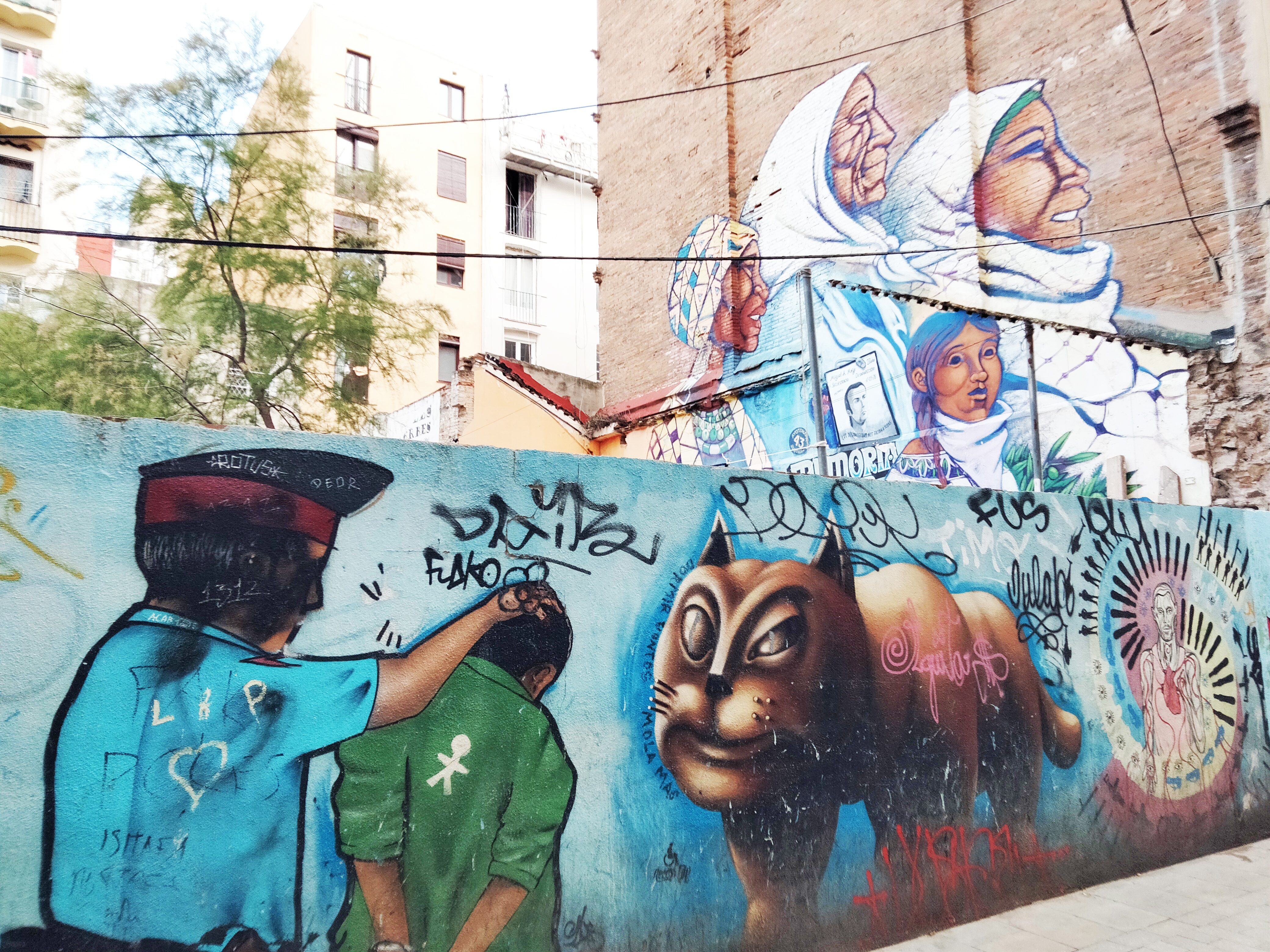
Murals de l'Àgora Juan Andrés Benítez (2024)

El 18 de gener del 1851, un incendi iniciat al veí vapor Capdevila i Mata va destruir per complet la fàbrica, exceptuant la sala de calderes: 
Es indudable que el fuego tuvo su origen en la fábrica de vapor de los señores Capdevila y Mata, calle de la Riereta, núm. 24 [25], en la cuadra del piso tercero en la cual tenia su establecimiento industrial D. Juán Parodi. Suponese que el frote de las piezas del batan, cuyo roce era muy violento por haberse descuidado el suavizar los ejes y tornillos con aceite, inflamaron algunos copos de algodón, […] Cuando se notaron los primeros indicios, eran poco mas de las nueve de la mañana y llovía á cántaros. Dos horas después el edificio que ocupa, ó mejor dicho, que ocupaba, una grande estension del terreno estaba convertido en un volcan. […] Se formaron cadenas de centenares de hombres que se iban pasando de mano en mano los cubos de agua, derribáronse tabiques para colocar mejor sus bombas [...], cuando repentinamente y tal vez por haber cesado la lluvia y cambiado el viento de la parte de poniente, las llamas de la fábrica de dichos señores, parte de la cual ya se habia desplomado traspasando la indicada calle de S. Paciano [Aurora], penetraron por las puertas de la del señor Armengol. […] Aquel grande edificio, que estaba ocupado por gran número de personas fué asaltado por el fuego, y […] en el espacio de menos de quince minutos las llamas todo lo devoraron, y techos y paredes se desplomaron con ruidoso estrépito, quedando solo en pié, como una aguja, el trozo de pared que constituía el ángulo de la esquina […] A las tres de la tarde se creyó que el fuego estaba ya aislado y que no habia que temer ulteriores resultados. Tres horas después volvieron las llamas á tomar algún incremento dirigiéndose hacia la parte de la calle que ocupa la fábrica del señor Juncadella; volvía á darse mayor impulso á los trabajos y se iluminaban todas las casas de las calles inmediatas al teatro de la ocurrencia.
Aleshores, Miquel Capdevila va presentar una sol·licitud per reconstruir-la segons els plànols de l'arquitecte Fèlix Ribes i Solà. A la seva mort el 1853, la propietat va passar a l'hereu Miquel Capdevila i Vinyals, que no va continuar l'activitat del seu pare i va llogar la fàbrica a diversos industrials.
L'edifici va ser enderrocat el 2011, i el solar fou ocupat el 2014 per veïns del barri, que el convertiren en l'Àgora Juan Andrés Benítez, batejada en homenatge a una víctima de la violència policial l'any anterior (vegeu mort de Juan Andrés Benítez).